# Museu de la Civilització Romana

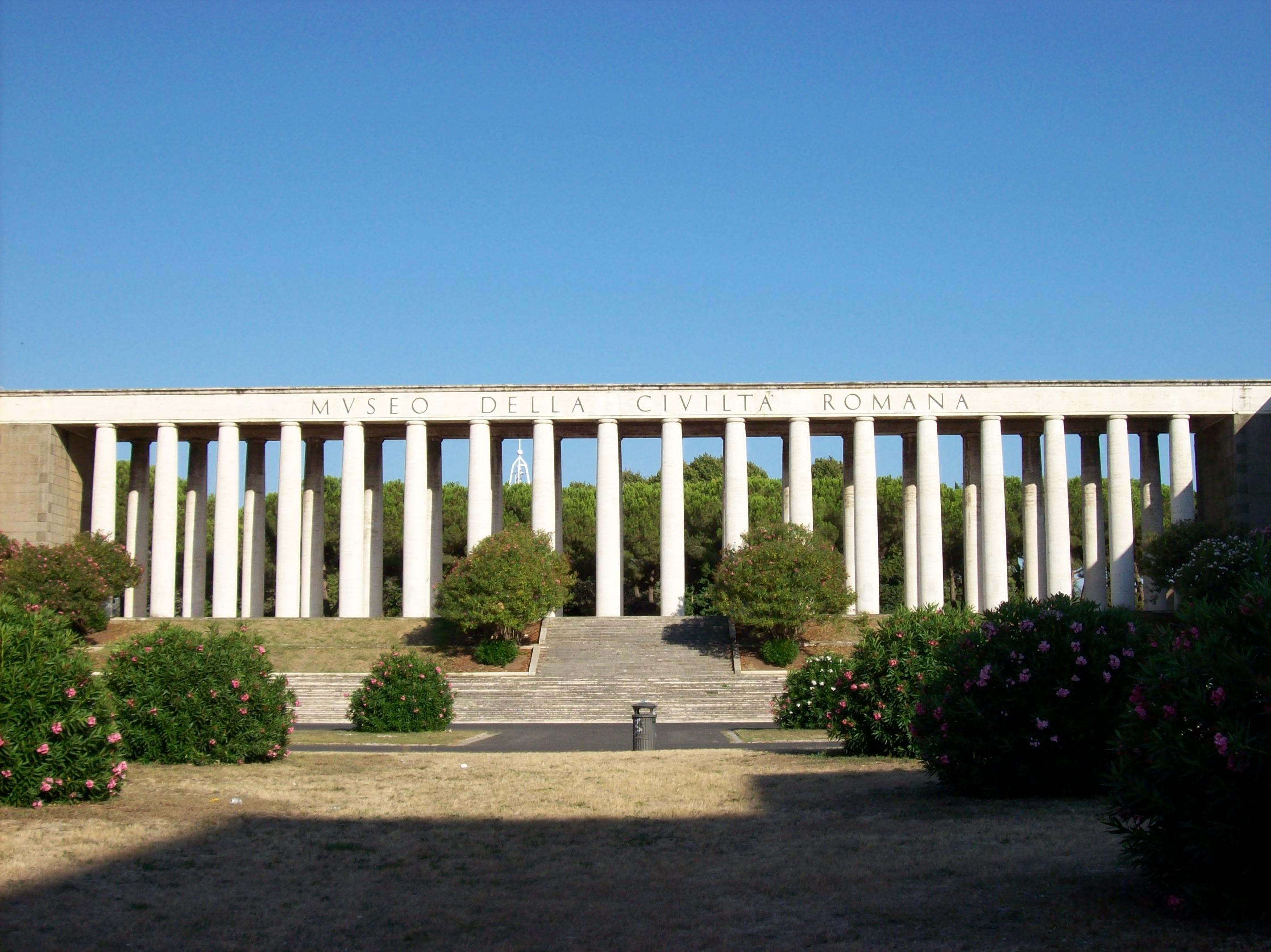
Vista de la columnata del museu

El Museu de la Civilització Romana presenta diversos aspectes de la civilització romana, incloent-hi els costums i tradicions. Conté una rica col·lecció de còpies d'estàtues, calcs de baixos relleus, maquetes d'edificis i reproduccions en plàstic de grans dimensions. El museu s'ubica a l'EUR i forma part dels museus del comune (municipi) de Roma.
Les obres estan fetes amb tal cura que, encara que reproduccions, són autèntiques obres d'art. En sobresurten dues: una sèrie completa de calcs dels baixos relleus de la columna trajana, i una gran maqueta de la ciutat de Roma de l'època imperial.
Aquest museu és un bon complement per a la visita dels monuments autèntics de la ciutat, perquè permet conéixer les obres més importants de la cultura romana fora de la mateixa ciutat de Roma i diversos aspectes de la vida quotidiana dels romans. D'altra banda, des del punt de vista pedagògic, és de gran utilitat, ja que ens acosta els monuments a escala reduïda i en la seua estructura originària, sense les mancances per la deterioració del temps. El museu no alberga cap obra original, totes són reproduccions científiques de les obres autèntiques.

## Història del museu i de l'edifici on es troba

### Exposició arqueològica
El material que s'exhibeix al museu prové en gran part de dues importants exposicions efectuades anteriorment. La primera fou una exposició d'arqueologia organitzada per Rodolfo Lanciani al 1911, a les termes de Dioclecià, per commemorar els cinquanta anys de la unificació d'Itàlia. Estava dedicada principalment a mostrar la presència de la civilització romana a les províncies. Els materials preparats per a l'exposició de 1911 no es van dispersar, sinó que s'aplegaren a la seu de l'antiga fleca Pantanella, a la Boca de la Veritat (l'edifici formava part dels edificis industrials que es trobaven a l'àrea del Circ Màxim fins als anys trenta). Aquest edifici, reconstruït, fou convertit en seu del Museu de l'Imperi romà al 1929.

### Exposició en el bimil·lenari del naixement d'Octavi August
El 1937, el govern feixista va organitzar, al palau de les Exposicions, una per celebrar el bimil·lenari del naixement d'Octavi August i, en el fons, celebrar el règim feixista que acabava de proclamar l'imperi al 1936. En l'exposició es mostraren les obres del Museu de l'Imperi romà, que se n'afegiren a moltes altres preparades per a l'ocasió, entre aquestes la gran maqueta de la Roma imperial, que és l'obra més coneguda del museu. L'exposició suscità molt d'interés i és per això que nasqué la idea d'un Museu de la Civilització Romana que es construiria a la zona de l'EUR.

### El projecte de la seu del museu
Així es va arribar el 1939 a la realització del projecte per a l'edifici que alberga actualment el museu. El dissenyaren els arquitectes Pietro Aschieri, Cesare Pascoletti, Gino Peressutti i Domenico Bernardini. L'edifici hauria d'haver servit per a una exposició que celebrés els triomfs del feixisme, la qual tindria lloc en l'Exposició Universal de Roma prevista per al 1942. La FIAT es va encarregar del projecte i en fou durant molts anys la propietària. Per aquell temps, la gran indústria de Torí estava dirigida pel senador Agnelli. Només després de l'exposició de 1942, l'edifici hauria d'haver acollit, de manera permanent, la gran quantitat d'obres exposades en l'exposició pel bimil·lenari del naixement d'August.

### El Museu de la Civilització Romana
A causa de l'esclat de la Segona Guerra Mundial, l'exposició prevista per al 1942 no es feu i els treballs de construcció del nou edifici es van interrompre. Al 1952 s'acabà l'edifici i se'n va obrir al públic una part en aquest mateix any; i completament al 1955. La monumental estructura arquitectònica fou donada per la FIAT a l'Organització EUR i la gestió se'n confià al municipi de Roma. Entre els materials que s'han dipositat després de la inauguració, sobreïx la gran maqueta de la Roma arcaica, que permet comparar-la amb la gran maqueta de la Roma imperial.

### Característiques de l'edifici
L'edifici es compon de dos cossos laterals units per un tercer cos, format per una columnata elevada. Els murs són recoberts de tova i les immenses columnes són de travertí. Sota la columnata hi ha una llarga galeria semienterrada on s'exposen les còpies del relleu de la columna trajana. Una particularitat interessant de l'edifici és la gairebé total absència de finestres i les lluernes al sostre, la qual cosa impedeix al visitant tenir contacte amb l'exterior i se submergeix així emocionalment en el passat. Com un homenatge a la contribució de la FIAT, la plaça està dedicada al senador Giovanni Agnelli. Des de 2004, l'edifici allotja també un planetari, provinent de la sala Octagonal de les termes de Dioclecià i el Museu Astronòmic de Roma. Des que acabà la Segona Guerra mundial, la plaça d'enfront del museu s'ha utilitzat sovint com a escenografia per a pel·lícules de caràcter historicomitològic, com la producció francesa Peplum dels anys cinquanta i seixanta. Una de les primeres pel·lícules rodades ací fou OK, Neró, de Mario Soldati, al 1950, fins a les sèries de televisió recents sobre Roma antiga.

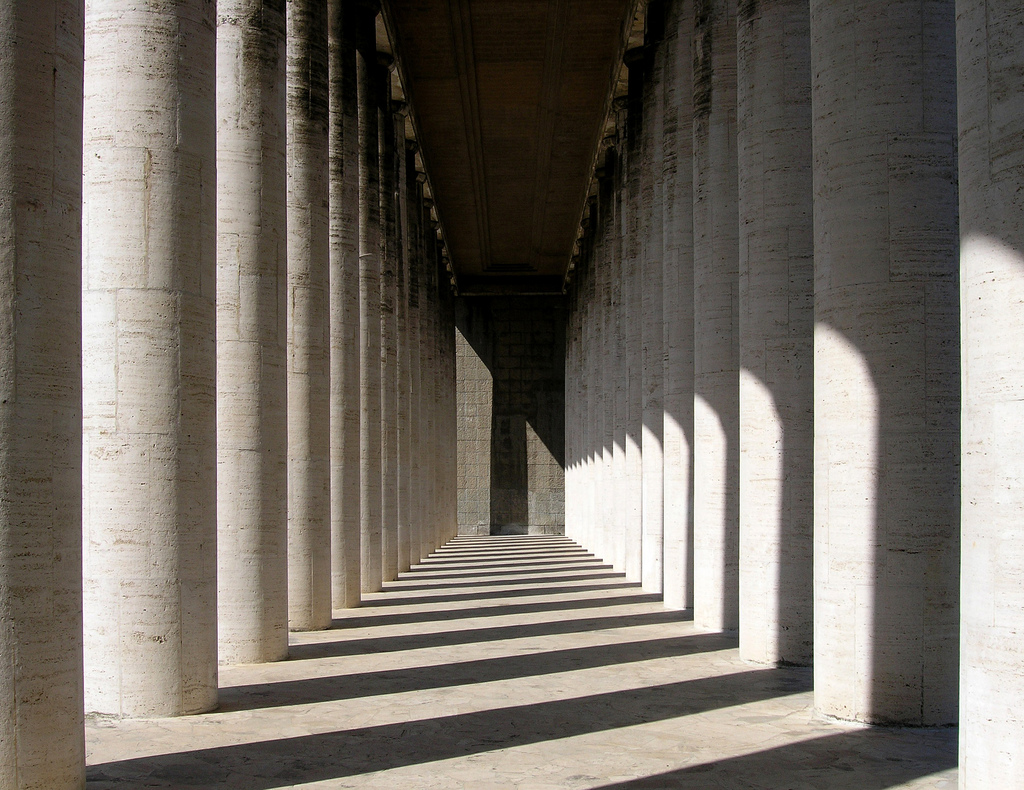
Vista interior de la columnata que uneix els dos cossos principals del museu

L'any 2015, l'edifici principal s'utilitzà per a la 24a pel·lícula de James Bond, Spectre, protagonitzada per Daniel Craig.

## Distribució actual
El museu actualment està subdividit en 59 seccions; ocupa una superfície de 12.000 metres quadrats i es troba en sales l'alçada mitjana de 10 metres, cosa que permet reconstruccions en escala 1:1 de façanes de monuments.
Entre les peces més interessants hi ha la gran maqueta de Roma antiga en temps de Constantí I, del segle iv. La reconstrucció, realitzada per l'arquitecte Italo Gismondi, respon a rigorosos criteris científics: té com a base la Forma Uribis Severiana, un plànol en marbre del segle iii, i la Forma Urbis Romae de l'arqueòleg Rodolfo Lanciani. La maqueta es continua modificant d'acord amb els descobriments arqueològics més recents.
De gran interés són també les còpies dels relleus de la Columna Trajana, construïda al 113 de, seguint un projecte d'Apolodor de Damasc per celebrar les victòries de l'emperador Trajà a la Dàcia, en dues guerres, una del 101 al 102 i una altra del 105 al 106. La reproducció dels relleus de la columna exposada en aquest museu és una de les tres sèries que manà preparar Napoleó III al 1861; les altres dues es troben a França, a Saint-Germain-en-Laye, i a Anglaterra, en l'Albert Museum. La còpia que es troba ací fou donada per l'emperador al papa Pius IX; després Pius XII la donà a aquest museu. L'actual exposició horitzontal de les escenes, que tenen una longitud de quasi 200 metres, permet veure de prop tots els relleus en l'estat de conservació del segle xix, i fa que l'espectador entre en contacte amb les 2.500 figures d'una de les obres principals de l'art romà.
Són també molt interessants els calcs dels relleus del gran fris de Trajà, que té una alçària de 3 metres i més de 18 de llarg. Els calcs permeten admirar en la seua unitat originària aquesta important obra escultòrica, que en l'època de l'emperador Constantí va ser dividida en quatre parts i col·locada sobre l'arc a ell dedicat, on encara hui es troba dividida en quatre blocs: dos se'n troben al passatge de l'arc central i dos a la part superior.
Altres maquetes interessants són els de la Vil·la Adriana i la maqueta de Roma Arcaica, en escala 1:1.000. El recorregut es divideix en dos sectors, un de cronològic i un altre de temàtic. El primer, que es compon de dotze sales, ofereix una síntesi històrica des dels orígens fins al segle vi; el sector temàtic es desenvolupa al llarg de dotze sales i explica diversos aspectes de la vida quotidiana i de la cultura en general. La sèrie de còpies de la columna trajana s'exposa dins del sector temàtic i al final se'n troba la gran maqueta de Roma imperial.

### Sector cronològic
Els materials següents són una selecció de molts més que se'n troben al museu:
- Sala V: llegendes romanes

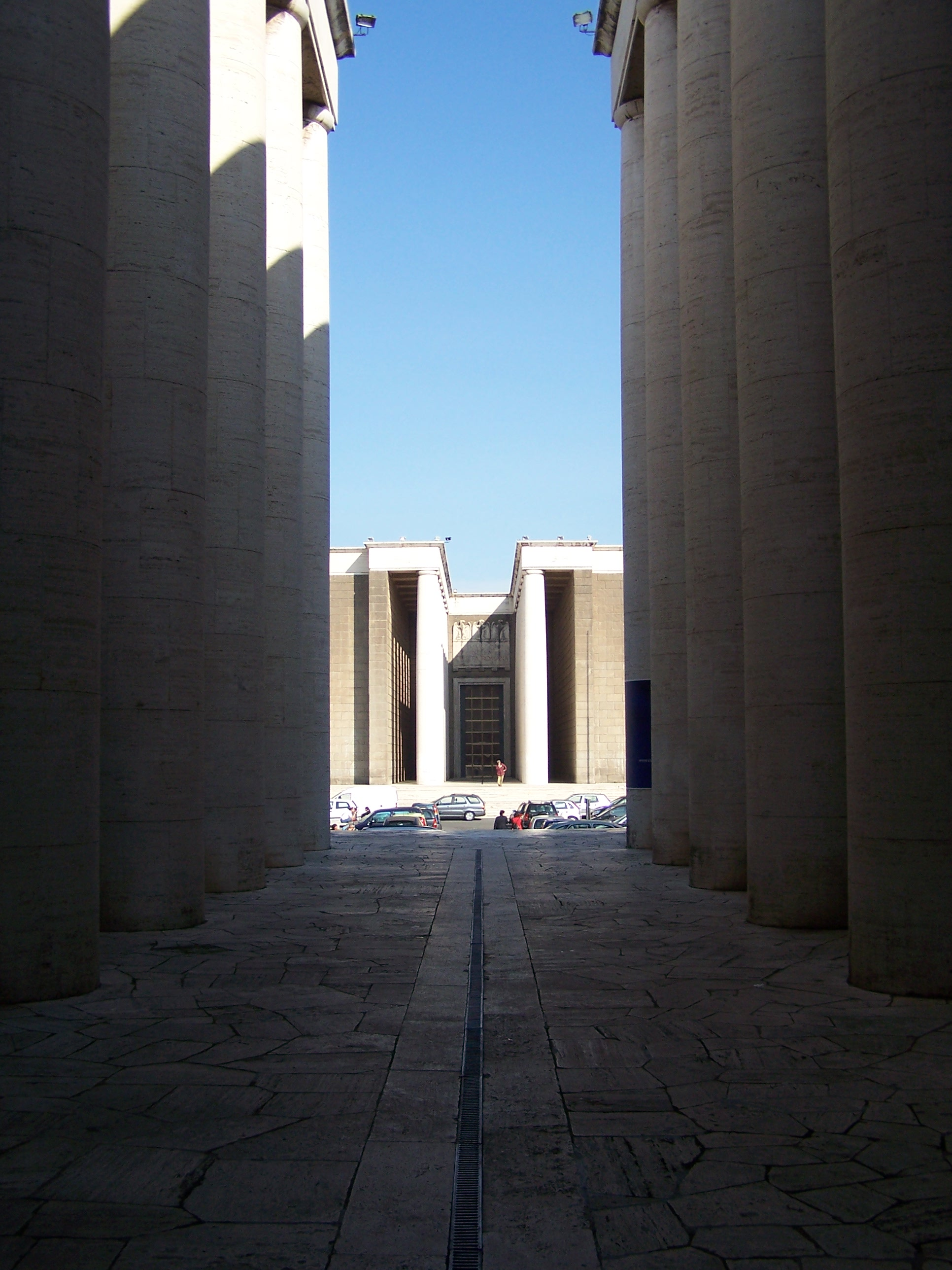
Una altra vista de la columnata que precedeix l'entrada al museu

- - Còpia del Guerrer de Capestrà, exemple d'art preromà; petites reconstruccions dels habitatges arcaics de Roma.
- Sala VI: sobre els orígens de Roma
  - Rèplica de la lloba capitolina, còpia del sarcòfag de Mart i de Rea Silvia del Vaticà.
- Sala XVIII: Roma arcaica
  - Maqueta de Roma arcaica; primer grup d'estàtues modernes que reconstrueixen l'aspecte dels guerrers de la Itàlia preromana.
- Sala VIII: Cèsar
  - Reproduccions de les armes usades per Cèsar en la conquesta de la Gàl·lia, maqueta que il·lustra el lloc d'Alessia, còpia d'una estàtua de Juli Cèsar.
- Sala IX: August
  - Còpies d'estàtues que mostren les diverses funcions exercides per l'emperador: August de Cosina Porta, de via Labicana, capite velato provinent d'Ancona; maqueta d'un aqüeducte en el trajecte en què travessa per una vall; maqueta del teatre de Marcel; reconstrucció en escala 1:1 del prònaos del temple d'August i Roma (Monumentum Ancyranum) d'Ancyra.
- Sala X: emperadors de la dinastia julioclàudia.
- Sala XI: emperadors de la dinastia flàvia
  - Maqueta del Coliseu amb un tall que permet veure'n l'estructura; secció del Coliseu que mostra els mecanismes per pujar les feres a l'arena; maqueta del Ludus Magnus (gimnàs dels gladiadors); maqueta de l'arc de Titus i reproducció dels seus relleus, que representen la destrucció del temple de Jerusalem feta per Titus; maqueta de l'estadi de Domicià.
- Sala XII: Trajà i Hadrià
  - Rèpliques de les estàtues i retrats més importants que representen Trajà; maqueta i relleus de l'arc de Benevent; maquetes de l'arc d'Ancona; reproduccions de les estàtues dels dacis presoners; retrat de Plotina; maqueta de la vil·la adriana; reproduccions dels relleus del Tropaeum Traiani d'Adamclisi, un bon exemple de l'art provincial romà.
- Sala XIII: D'Antoní Pius als Severs.
- Sala XIV: Constantí (o de Macrí a Justinià)
  - Maquetes de l'arc de Constantí i del circ de Magenci; reproducció de l'estàtua colossal de Constantí.
- Sala XV: Cristianisme
  - Reproducció de l'estàtua del Bon Pastor del Museu gregorià profà del Vaticà; còpia del sarcòfag de Constantina de Roma i del sarcòfag de Giunio Basso de Milà.
- Sala XVI
  - Representació del triomf de Trajà celebrat després de la victòria en la Guerra dàcia.
- Sales XIV-XXXVI: actualment són tancades al públic.

### Sector temàtic
La numeració de les sales que ací es presenta no és progressiva, però segueix el recorregut actual de la visita; també, en aquest cas, les peces presentades són sols una selecció entre moltes altres.
- Sala LVI: Els ports
  - Reproducció de l'escena 58 de la columna trajana, en què es veuen les estructures del port d'Ancona, una birrem i una trirrem.
- Sala LV: Comerç i economia
  - Reproducció de l'arc dels Argenters de Roma; reproducció d'un relleu amb comerciants que agraeixen a l'emperador Trajà; maquetes que reconstrueixen els mercats de Leptis Magna i Timgad.
- Sala LIV: Caça, pesca i alimentació
  - Rèplica del sarcòfag del vinater provinent d'Ancona (Museu Arqueològic Nacional).
- Sala LIII: agricultura, pasturatge i mesurament del camp
  - Reproducció de la molta del gra, seguint les troballes a l'Òstia antiga; maqueta d'una habitació rústica romana a Boscoreale (Nàpols).
- Sala LII: artesanies i indústria.
- Sala LI: Columna trajana
  - Ací es troba la sèrie completa dels relleus de la columna Trajana i una petita reproducció.
- Sala L: Medicina i farmàcia
  - Còpia de la dea Igea provinent de Rodes (Museu Arqueològic Nacional); còpia de l'estàtua del déu Asclepi que es troba en els Museus Capitolins de Roma.
- Sala XLIX: Lletres i ciència
  - Còpia d'un mosaic amb un retrat de Virgili provinent de Susa (Tunísia), que actualment es troba al Museu del Bard de Tunísia; reproducció d'un rellotge solar.
- Sala XLVIII: Música
  - Reproducció i reconstrucció d'instruments musicals antics.
- Sala XLVII: Biblioteques
  - Reproducció en grandària natural d'una biblioteca privada, basada en la de la Vil·la Adriana; reproducció de tabulae ceratae (taules amb cera per escriure); maqueta que reconstrueix la biblioteca del Fòrum Trajà de Roma.
- Sala XLVI: Dret
  - Inscripcions que recullen els textos de les principals lleis, entre altres les de les dotze taules.
- Sala XXXVI: L'escola
  - Còpia d'un relleu que mostra un mestre amb els seus alumnes provinent de Neumagen (Alemanya).
- Sala XXXVIII: Del gran fris de Trajà
  - Reconstrucció de l'aspecte original del gran fris de Trajà.
- Sala XXXIX: Sobre l'habitatge
  - Maqueta que reconstrueix la casa del Poeta Tràgic de Pompeia; maqueta que reconstrueix el palau de Dioclecià a Split (a l'actual Croàcia); maquetes d'edificis d'època imperial a Òstia.